# NGC 90
NGC 90 è una galassia a spirale barrata (SABc) situata in direzione della costellazione di Andromeda alla distanza di 221 milioni di anni luce. Dai bracci di spirali si estendono due code mareali in direzione opposte. Sono presenti regioni H II soprattutto nel nucleo.
È in interazione con la vicina galassia NGC 93 e la coppia è catalogata come Arp 65 nell'Atlas of Peculiar Galaxies.
Nel 2005 è stata studiata dai telescopi spaziali Spitzer e GALEX, rispettivamente nelle bande dell'infrarosso ed ultravioletto, mettendo in evidenza la distribuzione delle aree di formazione stellare (soprattutto nelle code mareali) rispetto a quelle dove risiedono stelle più vecchie.

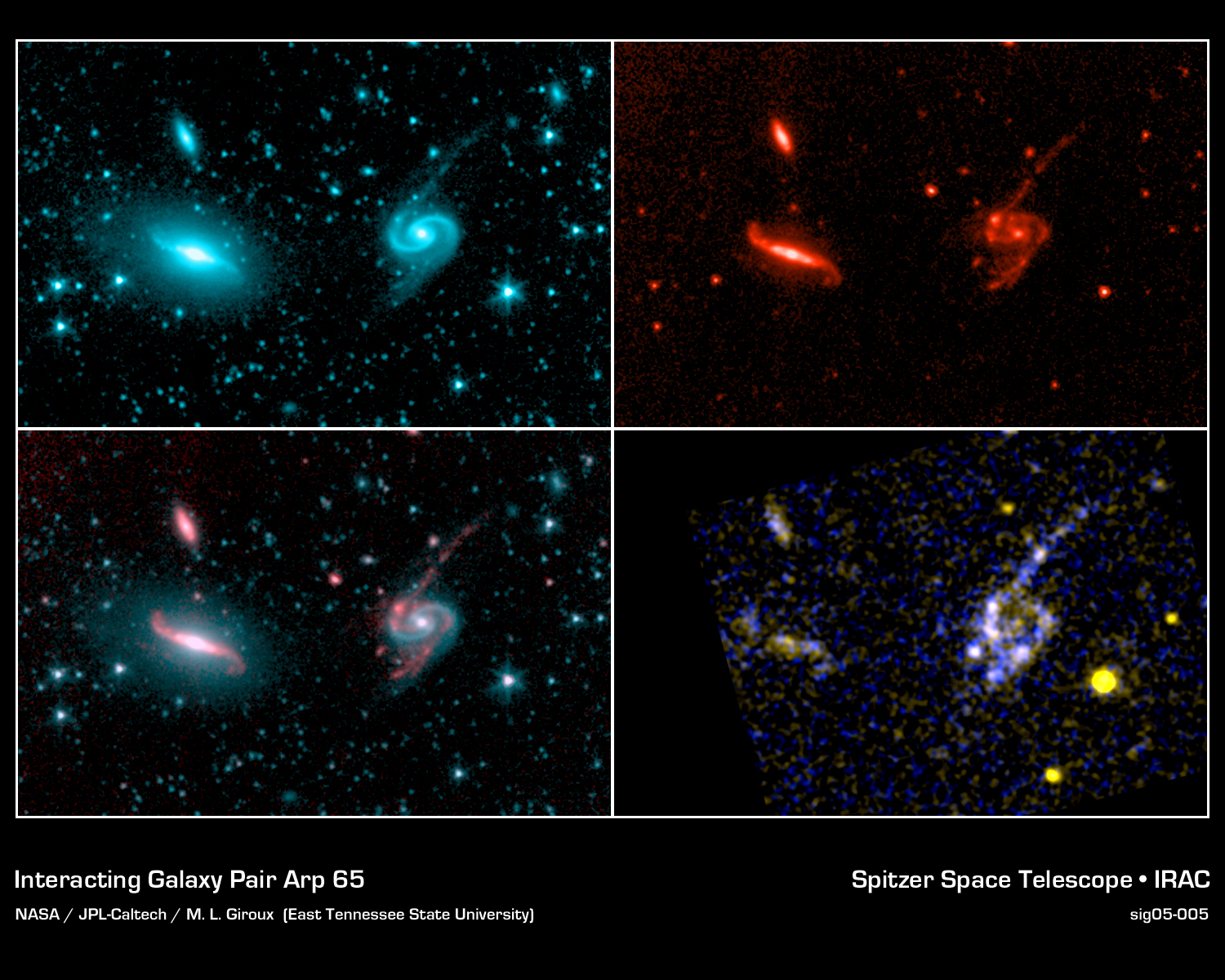
La coppia di galassie Arp 65 (NGC 90 a destra e NGC 93 a sinistra) viste nelle varie lunghezze d'onda dell'infrarosso e nell'ultravioletto